# Kvarnbyvallen
Kvarnbyvallen var Mölndals första riktiga idrottsplats uppe på Störtfjällsberget i östra delen av centrala Mölndal som invigdes en högsommarsöndag 15 juli 1934. Kvarnbyvallen var tidigare hemmaplan för Sveriges äldsta frisksportklubb FK Herkules samt Fässbergs IF, Mölndals AIK och Jitex BK i fotboll. Kvarnbyvallen avvecklades 2007. Området har under åren 2014-2017 omvandlats och våren/sommaren 2016 påbörjades inflyttning i de 230 bostadsrätter, radhus, parhus och villor som har byggts.

## Historik
Redan 1919 stötte Fässbergs IF på Mölndals kommunalfullmäktige om anordnande och upplåtande av idrotts- och lekplats inom kommunen, vilket resulterade i ett förslagsanslag på 20 000 kronor i maj 1921. Efter att staden köpt in markområdet skulle skogssällskapets statsarbeten iordningställa platsen utan kostnader för kommunen. Strejk utbröt dock och arbetet avstannade. Ett nytt försök i stadens regi gjordes 1926 men även detta misslyckades.
19 januari 1933 tillsattes en kommitté för att utreda idrottsplatsfrågan vid Kvarnbyvallen. Den 2 februari 1933 bildades Mölndals Idrottsplatsförening u.p.a. (utan personligt ansvar). Kvarnbyvallen invigdes 15 juli 1934 av kronprins Gustaf Adolf. Med på invigningen fanns också politikern Theodor Nilsson och Mölndals idrottsförenings vice ordförande och tillika riksdagsmannen Erik Östlund som höll invigningstal.
Ett par år efter invigningen erhölls anslag av tipsmedel för en läktare med tak genom påbyggnad av omklädningspaviljongen.

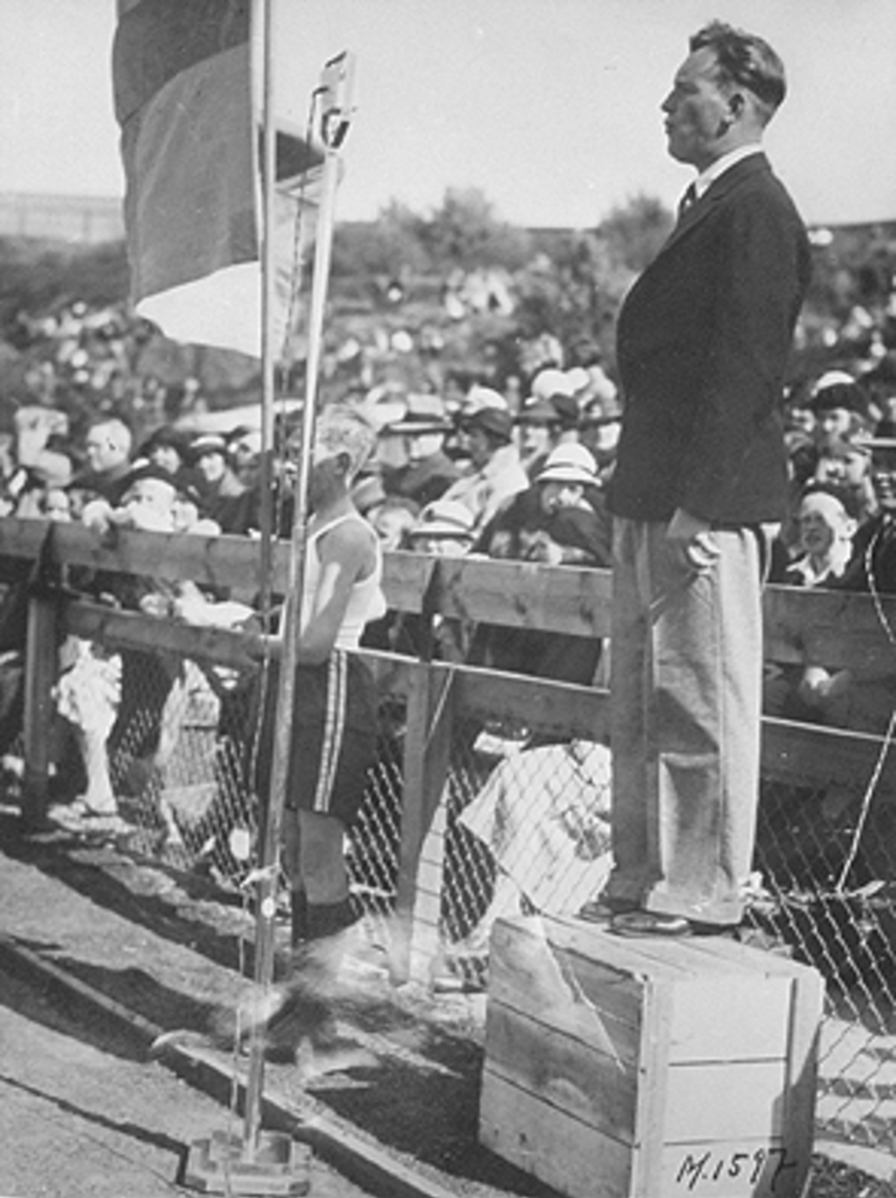
Erik Östlund, vice ordförande i Mölndals idrottsförening och riksdagsman, talar vid invigningen av Kvarnbyvallen.

Runt naturgräsplanen fanns fyra eller sex löparbanor samt ytor för kulstötning, längdhopp med mera. Längs med den sluttande bergssidan på kortsidan öster om anläggningen fanns det också gott om utrymme för åskådare att se ner över idrottsområdet. Väster om fotbollsplanen fanns resultattavla och flaggstång.[källa behövs]
19 maj 1937 beviljade Mölndals stadsfullmäktige 3 500 kronor för upprustning av löparbanor och sådd av nytt gräs. Kraftig sommarsol, torka, blåst och för hög användning hade tillsammans skadat underlaget. Staketen och omklädningsrummen i trä behövde också målas.
1946 upplöstes Mölndals Idrottsplatsförening u.p.a. och 1947 anställdes en föreståndare för att sköta Kvarnbyvallen. Detta var den kommunalvalda idrottsplatsstyrelsens första heltidsanställning.
1949 öppnades idrottsplatsen 1 maj och var öppen till 15 oktober. 80 träningar med 5 861 tränande. Träningskort för 56 damer och 90 herrar samt 458 träningsbiljetter såldes. Sammanlagt 7 989 åskådare hade bevittnat 22 fotbollsmatcher (klass 1 östra samt vänskapsmatcher), fyra tävlingar i friidrott och ett övrigt arrangemang. Anläggningen hade fått förbättrad belysning vid läktare, huvudentré och toaletter. På läktarens östra gavel hade vind- och regnskydd monterats. Rörräcket kring innerplan hade försetts med Gunnebonät. Vid de östra publikplatserna hade träd och buskar röjts samt stenkummel anlagts. Vid och utanför huvudentrén hade stenkummel anlagts samt en trappa av betong gjutits. Ny sarg uppsatt vid höjd-, längd- och stavhoppsbanorna. Och till sist hade planket på östra och södra sidan samt på bekvämlighetsinrättningen målats två gånger med oljefärg.

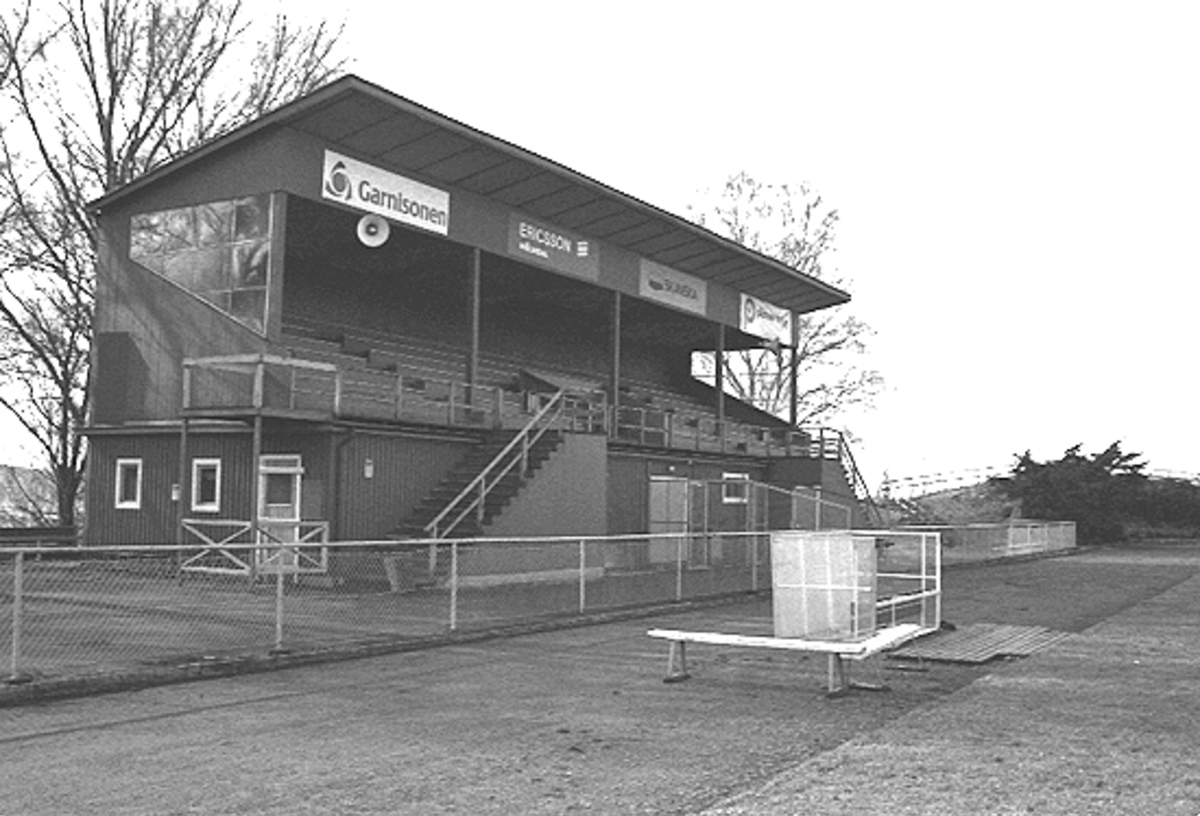
Läktare på Kvarnbyvallen.

6 juni 1983 fick Lindome Pensionärsförening en fana vid en högtidlighet på Kvarnbyvallen.
1992 avtalades med Fässbergs IF om gemensam drift av anläggningen.
1999 lämnades Kvarnbyvallens drift ut på entreprenad.
2003 revs den 24 meter breda läktaren i trä som stod placerad på södra långsidan.
2006 bytte Fässbergs IF hemmaplan till Åbyvallen. A-truppen fortsatte dock att ha sina träningar på Kvarnbyvallen.
Fram till sommaren 2012 klipptes gräset så att Kvarnbyskolans elever kunde använda området för utomhusidrott.

## Mästerskap
1942 vann IFK Kungälvs juniorer DM-finalen i bandy på Kvarnbyvallen i Mölndal över IF Fellows med 3-2. Samtliga mål inprickade av centern Elof ”Elle” Larrson.
1979 såg 1 270 åskådare Jitex BK ta hem SM-guldet genom att vinna första SM-finalen mot Gideonsbergs IF med 3-1 på Kvarnbyvallen.

## Tillgänglighet
Ett sätt att ta sig till Kvarnbyvallen från Mölndals Centrum är uppför Lillbörjes (långa och branta) trappor från Torggatan/Störtfjällsgatan. Alternativt den branta backen uppför Samuel Norbergsgatan som den 27 maj 2013 stängdes permanent för biltrafik.

## Omvandling till bostadsområde
Redan 2005 fanns tankar om att bygga bostäder på Kvarnbyvallen. 2007 redogjordes för utbyggnadsplaner på 140 bostadsrättslägenheter i nio punkthus med balkonger samt 50 bostäder som radhus. En 40 meter hög hiss kortar gångavståndet till Knutpunkt Mölndalsbro och Mölndals Centrum till 325 meter. Inflyttning beräknades till våren och sommaren 2009. I projektet ingick också att Mölndals Stad uppför en ny fotbollsarena av hög klass i Åbyområdet som ersättning för Kvarnbyvallen.
I september 2007 antog Mölndals kommunfullmäktige en detaljplan för det kommande bostadsområdet. Planen överklagades till Länsstyrelsen och därefter Sveriges regering, som i april 2009 upphävde detaljplanen på grund av att planprogram saknades.
I juni och november 2009 samt i april 2010 uttryckte Mölndals Naturskyddsförening skarp kritik på grund av förmodade bilköer och försämrad vattenavrinning på grund av bostadsförtätning och alla hårdgjorda ytor.
Processen gjordes om och ny detaljplan antogs i december 2010, vilken också den blev överklagad till Länsstyrelsen och därefter Mark- och miljödomstolen samt Mark- och miljööverdomstolen, som inte fann skäl att ta upp ärendet. Detaljplanen vann därmed laga kraft i slutet av januari 2012, fyra år senare än planerat.
Direkt efter den sena tjällossningen våren 2013 tog omvandlingen av det tidigare idrottsområdet fart. Utöver bostäder byggs en ny bro från Delbancogatan över järnvägen som slutar i en gata med vändplan på Kvarnbyvallen.
11 juni 2013 meddelade JM att de övertagit byggprojektet för 112 miljoner kronor och planerar för 230 bostäder. Säljare var Sverigehuset och Tuve Bygg-koncernen som ingick i Interbygg Göteborg AB.